# ريتشارد هدسون (سياسي نيوزلندي)
ريتشارد هدسون (بالإنجليزية: Richard Phineas Hudson)‏ هو سياسي نيوزلندي، ولد في 1860، وتوفي في 2 مايو 1953. انتخب عضو مجلس النواب النيوزيلندي.